# Église Saint-Bandry de Saint-Bandry
L'église Saint-Bandry est une église située à Saint-Bandry, en France.

## Localisation
L'église est située sur la commune de Saint-Bandry, dans le département de l'Aisne.

## Historique
Le monument est classé au titre des monuments historiques en 1922.